# Tramlijn 55 (Brussel)
De Brusselse premetro- en tramlijn 55 uitgebaat door de MIVB verbindt het station Bordet (Evere) met de halte Rogier, gelegen op de noord-zuidverbinding. De kenkleur van deze lijn is donkergeel.

## Traject
De huidige route loopt als volgt:
Da Vinci - Bordet Station - Van Cutsem - Fonson - Vrede - Linde - Helmet - Schaarbeekse Haard - Waelhem - Verboekhoven - Paviljoen - Rubens (naar Rogier) - Liedts - Thomas - Noordstation - Rogier.
Voor de herstructurering in 2007/2008 reed de tram verder naar De Brouckère - Beurs - Anneessens - Lemonnier - Zuidstation - Hallepoort - Sint-Gillisvoorplein - Horta - Albert - Jupiter - Hoogte Honderd - Coghen - Roosendael - Bens - Xavier de Bue - Globe - Rittweger - Herinckx - Kalevoet station - Engeland - Gulden Kasteel - Stilte.

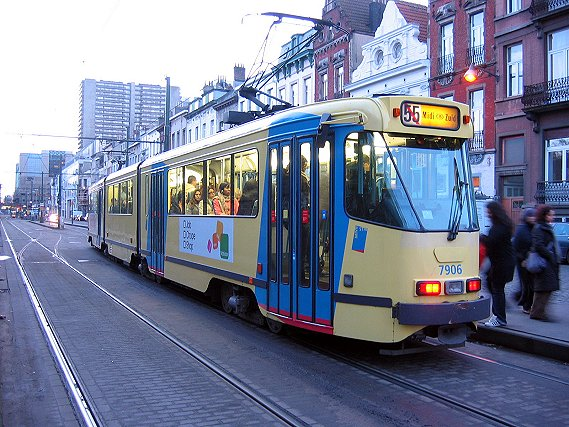
Een driedelige PCC-tram op lijn 55 (hier beperkt tot het Zuidstation) aan de halte Thomas

Het zuidelijke stuk Stilte - Zuidstation werd hernomen door de nieuwe lijn 51.
Vanaf Bordet station werden de sporen verlengd naar het hoofdkwartier van de NAVO en Eurocontrol (ongeveer 800 m verder). Deze verlenging wordt enkel bediend door tram 62.

## Toekomst
Tramlijn 55 is, qua frequentie en reizigersaantallen, een van de belangrijkste tramlijnen van het netwerk. In de spits was er een tram om de 6 minuten. Op het stuk Rogier-Verboekhoven is er, zeker in de spits, sprake van een capaciteitsprobleem. In 2010 werden dan ook studies opgestart voor een verlenging van de noord-zuidverbinding langs Schaarbeek naar Evere (Bordet). Deze nieuwe metrolijn zal grofweg het tracé van tramlijn 55 overnemen. Zo wordt de halte Paviljoen bijvoorbeeld vervangen door een halte aan het Collignon-plein en wordt de tramhalte Helmet vervangen door een metrohalte Riga, enkele meters verderop.

## Materieel
Deze tramlijn wordt door lagevloertrams van het type T3000 bediend.
Stations: Noordstation · Rogier · De Brouckère · Beurs - Grote Markt · Anneessens-Fontainas · Lemonnier · Zuidstation · Hallepoort · Sint-Gillisvoorplein · Horta · Albert

Projecten: Toots Thielemans 

Lijnen:         